# Marriage
Marriage — третий студийный альбом американской рок-группы Deap Vally, изданный 19 ноября 2021 года на лейбле Cooking Vinyl.

## История
В состав женского рок-дуэта входят Линдси Трой (гитара, вокал) и Джули Эдвардс (ударные и вокал).
Название альбома намекает на то, как оба участника видят свои отношения в качестве партнеров по группе; в какой-то момент они даже посещали терапию для пар. Чтобы уменьшить чувство скуки в группе, они решили работать с гостями. В Marriage вошли совместные работы с KT Tunstall, Peaches, Jennie Vee (Eagles of Death Metal), Ayse Hassan (Savages), Jenny Lee Lindberg (Warpaint) и Джейми Хинсом (The Kills). Они назвали альбом своим «румспрингом».

## Отзывы
| Совокупная оценка    | Совокупная оценка |
| Источник             | Оценка            |
| -------------------- | ----------------- |
| AnyDecentMusic?      | 7.5/10            |
| Metacritic           | 80/100            |
| Оценки критиков      |                   |
| Источник             | Оценка            |
| AllMusic             | [ 16 ]            |
| Mondo Sonoro         | 7/10              |
| DIY                  | [ 4 ]             |
| The Line of Best Fit | 9                 |

Альбом получил положительные отзывы музыкальной критики и интернет-изданий.
Марк Деминг из AllMusic отметил, что «Хотя Deap Vally нашли новые способы украсить свою музыку на Marriage, в своей основе они не так уж сильно изменились — это по-прежнему умная, мощная рок-группа с острым умом и избытком заслуженной уверенности в себе, — но добавленные детали и текстуры делают разницу, и эта музыка указывает на более интересное будущее для них, чем можно было представить после Femejism».
Рауль Хулиан, написавший рецензию для Mondo Sonoro, отметил, что группа «не предлагает ничего нового» и что альбом «не может иметь большего намерения, чем развлекать», но признал, что они делают то, что делают, «очень хорошо».
Ханна Бротон из The Line of Best Fit считает, что «более медленные треки […] придают новый вес натиску дуэта» и что «они успешно подтолкнули себя к созданию чего-то немного другого». В заключение своей рецензии она сказала, что «Marriage» — «это впечатляюще сбалансированный альбом с максимумами и минимумами […] Deap Vally по-настоящему реализовали себя здесь, включив в себя все, что вы могли бы попросить от рок-альбома».

## Список композиций
| №                   | Название                                         | Длительность |
| ------------------- | ------------------------------------------------ | ------------ |
| 1.                  | «Perfuction»                                     | 2:56         |
| 2.                  | «Billions»                                       | 2:54         |
| 3.                  | «Magic Medicine»                                 | 3:31         |
| 4.                  | «I Like Crime» (при участии Jennie Vee)          | 3:30         |
| 5.                  | «Phoenix»                                        | 2:57         |
| 6.                  | «Give Me a Sign»                                 | 2:48         |
| 7.                  | «Better Run»                                     | 2:51         |
| 8.                  | «I'm the Master»                                 | 3:09         |
| 9.                  | «High Horse» (при участии KT Tunstall & Peaches) | 3:25         |
| 10.                 | «Where Do We Go»                                 | 2:59         |
| 11.                 | «Tsunami»                                        | 2:25         |
| 12.                 | «Look Away» (при участии Jenny Lee Lindberg)     | 4:36         |
| Общая длительность: | Общая длительность:                              | 38:01        |